# Schloss Kalchsreuth

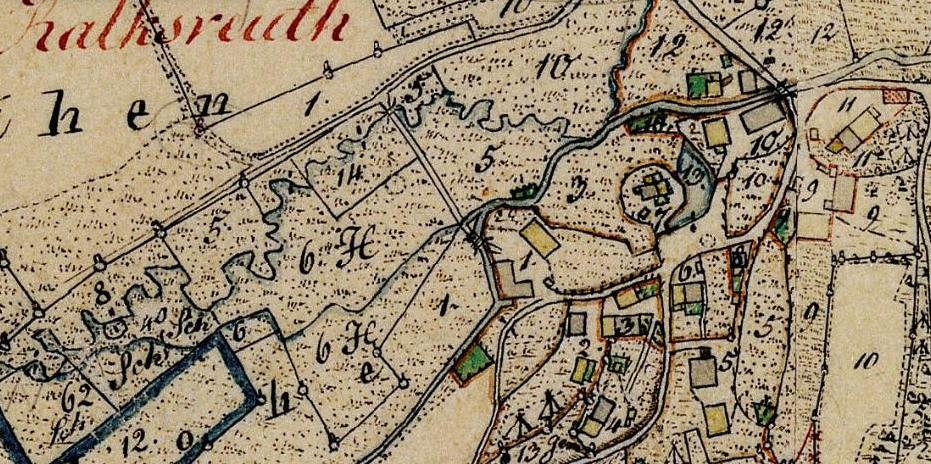
Kalchsreuth auf dem Urkataster von Bayern

Das Schloss Kalchsreuth ist ein abgegangenes Schloss in Kalchsreuth, heute einem Gemeindeteil der Gemeinde Edelsfeld im Oberpfälzer Landkreis Amberg-Sulzbach von Bayern. Die Anlage wird als Bodendenkmal unter der Aktennummer D-3-6336-0067 im Bayernatlas als „archäologische Befunde des Mittelalters und der frühen Neuzeit im Bereich des abgegangenen Schlosses Kalchsreuth, zuvor mittelalterliche Burg“ geführt.

## Geschichte
Kalchsreuth (früher Karlsreuth geschrieben) zählte zu den jüngsten Hofmarken im Landrichteramt Sulzbach. Allerdings wurde Kalchsreuth bereits im ausgehenden Mittelalter genannt, denn am 26. Oktober 1423 verkaufte Conrad Stör zu Kalchsreuth an seinen Schwager Martin Virdung, Pfleger von Parkstein, sein Erbteil an der Behausung Kalchsreuth mit „Wall und Burgstall“ und „Zugehör“. Auf einer Karte des Daniel Beich von 1688 ist ein Gebäude mit Turm, Mauer und Wall klar zu erkennen.
Erst im 18. Jahrhundert ließen sich hier Hofmarksrechte nachweisen. Kalchsreuth war eine Absplitterung von der Hofmark Kürmreuth, mit der sie 1798 wieder in Personalunion durch die Witwe Margaretha Ströhl, geborene von Niller, aus Auerbach vereinigt wurde. 1803 wurde die Hofmark an die Familie Niller vererbt. 1809 wurden Katharina und Friedrich von Niller als Inhaber des Patrimonialgerichts von Kalchsreuth genannt. Am 15. April 1821 wurde dem Finanzrat von Niller die Bildung eines Patrimonialgerichts II. Klasse genehmigt, 1846 wurde die Gerichtsbarkeit durch den bayerischen Staat eingezogen.
Kalchsreuth gehörte um 1800 zur Gemeinde Sigras (heute ebenfalls nach Edelsfeld eingemeindet), ebenso 1818, aber nun dem Amtsgericht Amberg zugeordnet. Am 1. Juli 1972 wurde Sigras mit Kalchsreuth und weiteren acht Ortsteilen nach Edelsfeld eingemeindet. Kalchsreuth war Teil der Pfarrei Königstein, Sprengel Edelsfeld.

## Baulichkeit
Das 1423 erstmals erwähnte Schloss wurde vom Verwalter von Königstein um 1700 als nicht mehr bewohnt und als baufällig bezeichnet, Schlosstor und Zugbrücke seien verfault und in den Graben gefallen. Das Wasser des Grabens wurde vom Krumbach gespeist. Zu dieser Zeit wurden aus dem Schloss Möbel und ein kupferner Kessel von Wirt Adam Lehner und seiner Frau in sein Wirtshaus geschafft. 1717 wurde das Schloss bei einem Sturm zusätzlich beschädigt. Auf dem Urkataster von 1832 ist das Schlossensemble noch zu erkennen. Im 19. Jahrhundert verfiel das Schloss zusehend und wurde dann abgebrochen.